# 8711-es mellékút (Magyarország)
A 8711-es számú mellékút egy bő nyolc kilométer hosszú, négy számjegyű országos közút Vas vármegye nyugati részén; Szentpéterfa település számára biztosít közúti összeköttetést úgy keleti irányban, a megyeszékhely Szombathely térsége felé, mint déli szomszédja, a már Ausztriához tartozó Nagysároslak felé is.

## Nyomvonala
A 8707-es útból ágazik ki, annak 10+700-as kilométerszelvénye közelében, a Körmendi járáshoz tartozó Nagykölked és a Szombathelyi járáshoz tartozó Szentpéterfa határán, az utóbbi községhez tartozó, néhány házból álló Erdőháza településrész közvetlen közelében. Nyugati irányban indul, és így is húzódik csaknem pontosan 5,5 kilométeren át, amikor is eléri Szentpéterfa belterületének északkeleti részét. Ott a Rákóczi utca nevet veszi fel, majd az 5,850-es kilométerszelvénye közelében, a községházától pár lépésre kiágazik belőle észak felé a 87 115-ös út, amely a faluközponttól alig 800 méterre, a belterület északi szélén található osztrák határátkelőhelyig húzódik, majd onnan, a szomszédos településnek számító Monyorókerék területén húzódik tovább.
Szentpéterfa központját elhagyva a nyomvonal még mintegy 150 méteren át vezet nyugati irányba, majd az út délnek fordul, és a Kossuth Lajos utca nevet veszi fel. Nagyjából 7,2 kilométer után hagyja maga után a település legdélebbi házait, innen még körülbelül egy kilométeren át húzódik a település külterületén. Kilométer-számozása bő 8,2 kilométer után ér véget, ahol is egyszerűen (határállomás nélkül, pusztán csak egy kisebb patakon való átíveléssel) átlép Ausztriába, a burgenlandi Nagysároslak (Moschendorf) területére. Ausztriai folytatása alig fél kilométeren át húzódik dél felé, ami után beletorkollik a B56-os számozású főútba.
Teljes hossza, az országos közutak térképes nyilvántartását szolgáló kira.gov.hu adatbázisa szerint 8,249 kilométer.